# Arachnocephalus
Arachnocephalus is een geslacht van rechtvleugeligen uit de familie Mogoplistidae. De wetenschappelijke naam van dit geslacht is voor het eerst geldig gepubliceerd in 1855 door Costa.

## Soorten
Het geslacht Arachnocephalus omvat de volgende soorten:
- Arachnocephalus angustifrons Chopard, 1955
- Arachnocephalus australicus Chopard, 1925
- Arachnocephalus bidentatus Chopard, 1951
- Arachnocephalus breviceps Chopard, 1929
- Arachnocephalus brevissimus Shiraki, 1911
- Arachnocephalus brincki Chopard, 1955
- Arachnocephalus brunnerianus Saussure, 1877
- Arachnocephalus bugnioni Chopard, 1969
- Arachnocephalus dewitzi Saussure, 1877
- Arachnocephalus gracilis Chopard, 1929
- Arachnocephalus kevani Chopard, 1954
- Arachnocephalus longicercis Chopard, 1917
- Arachnocephalus maculifrons Roy, 1969
- Arachnocephalus maritimus Saussure, 1877
- Arachnocephalus mediocris Chopard, 1955
- Arachnocephalus medvedevi Gorochov, 1994
- Arachnocephalus meruensis Sjöstedt, 1910
- Arachnocephalus minutus Chopard, 1955
- Arachnocephalus nigrifrons Chopard, 1917
- Arachnocephalus putridus Karsch, 1896
- Arachnocephalus rufoniger Sjöstedt, 1910
- Arachnocephalus shackeltoni Chopard, 1917
- Arachnocephalus steini Saussure, 1877
- Arachnocephalus subsulcatus Saussure, 1899
- Arachnocephalus vestitus Costa, 1855